# Püssi
Püssi (německy Neu-Isenhof) je město spadající pod samosprávnou obec Lüganuse v estonském kraji Ida-Virumaa.